# 32018 Robhenning
32018 Robhenning este un asteroid din centura principală de asteroizi.

## Descriere
32018 Robhenning este un asteroid din centura principală de asteroizi. A fost descoperit pe 28 aprilie 2000 la Socorro, New Mexico, în cadrul proiectului LINEAR. Asteroidul prezintă o orbită caracterizată de o semiaxă mare de 2,36 ua, o excentricitate de 0,14 și o înclinație de 5,6° în raport cu ecliptica.